# Rik Renders
Rik Renders (Hekelgem, 6 de noviembre de 1922 – Aalst, 24 de diciembre de 2008) fue un ciclista belga. Disputó las ediciones de la Vuelta a España del 1947 y el Tour de Francia de 1948. Su mejor actuación fue un tercer puesto en el Tour de Flandes de 1947.

## Palmarés[2]
1943
- 1 en Hekelgem

1944
- 1º en el Omloop der Vlaamse Gewesten

1945
- 1º en el GP Willy Teirlinck